# تشنارقشلاق
تشنارقشلاق (بالفارسية: چنارقشلاق) هي قرية تقع في غلستان في إيران. يقدر عدد سكانها بـ 1,356 نسمة .